# São José do Divino (Piauí)
São José do Divino é um município brasileiro do estado do Piauí.
Conhecida como a "Terra do Leite", localiza-se à latitude 03º48'41" sul e à longitude 41º49'58" oeste, com altitude de 55 metros. Sua população estimada em 2010 era de 5.141 habitantes, distribuídos em 319,28 km² de área. 

## Ligações ecternas
- Prefeitura Municipal